# Palau Sponza

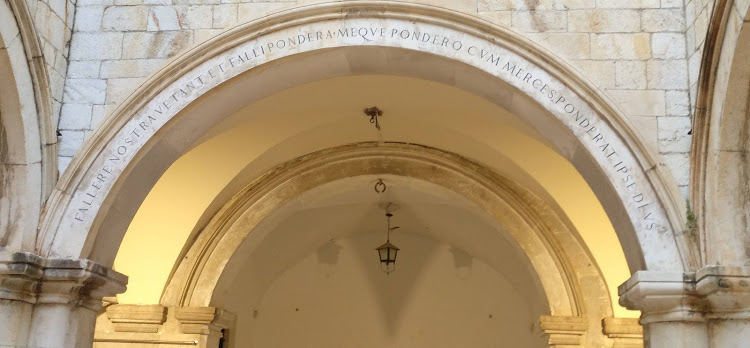
Inscripció en llatí a l'atri: "FALLERE NOSTRA VETANT ET FALLI PONDERA·MEQUE PONDERO CUM MERCES PONDERAT IPSE DEUS"

El palau Sponza és un palau de Dubrovnik (Croàcia).
Va ser construït entre 1516 i 1521 en una mescla d'estils gòtic i renaixentista per l'arquitecte Paskoje Miličević Mihov. Originalment va fer de duana però, posteriorment, també es va utilitzar com a llotja, magatzem, escola i, fins i tot, seca. A una de les arcades del seu atri es conserva una inscripció en llatí que fa referència a la seva antiga funció: «FALLERE NOSTRA VETANT ET FALLI PONDERA·MEQUE PONDERO CUM MERCES PONDERAT IPSE DEUS» ('Els nostres pesos ens impedeixen fer trampes, quan mesurem, Deu mesura amb nosaltres').
Actualment habilitat com a seu de l'arxiu Sponza amb la documentació de la República de Ragusa i de la ciutat de Dubrovnik. A l'entrada del palau, es pot veure una sala on es recorda els croats caiguts en la defensa de la ciutat durant els bombardejos de l'exèrcit federal dominat pels serbis, el 1991 i 1992.